# III liga polska w piłce nożnej, grupa małopolsko-świętokrzyska (2013/2014)
III liga, grupa małopolsko-świętokrzyska, sezon 2013/2014 – 6. edycja rozgrywek czwartego poziomu ligowego piłki nożnej mężczyzn w Polsce po reorganizacji lig w 2008 roku. Brało w niej udział 18 drużyn z województwa małopolskiego i województwa świętokrzyskiego. Walczyły one o miejsce w barażach do II ligi. Ostatnie zespoły spadły odpowiednio do grup: świętokrzyskiej, małopolskiej (wschód) i małopolskiej (zachód) IV ligi. Opiekunem ligi był Małopolski Związek Piłki Nożnej.
Sezon ligowy rozpoczął się w 10 sierpnia 2013 roku, a ostatnie mecze rozegrane zostały 8 czerwca 2014 roku.

## Zasady rozgrywek
Zmagania w lidze toczą się systemem kołowym w dwóch rundach – jesiennej i wiosennej. Każda z drużyn rozgrywa z pozostałymi po 2 mecze. Zwycięzca otrzymuje możliwość gry w barażach o II ligę.
Do ligi awansuje mistrz i wicemistrz IV ligi z grupy świętokrzyskiej oraz mistrz IV ligi z grupy małopolskiej wschód i mistrz IV ligi z grupy małopolskiej zachód. Drużyny, które po zakończeniu rozgrywek zajmą w tabeli odpowiednio 14, 15, 16, 17 i 18 miejsce, spadają do właściwej terytorialnie IV ligi i będą w kolejnym sezonie występować w IV lidze. Liczba drużyn spadających z III ligi ulega zwiększeniu o liczbę drużyn, które spadną z II ligi zgodnie z przynależnością terytorialną do Małopolskiego lub Świętokrzyskiego ZPN.
Drużyna, które zrezygnuje z uczestnictwa w rozgrywkach, degradowana jest o 2 klasy rozgrywkowe i przenoszona na ostatnie miejsce w tabeli (jeśli rozegrała przynajmniej 50% spotkań sezonu; wtedy mecze nierozegrane weryfikowane są jako walkowery 0:3 na niekorzyść drużyny wycofanej) lub jej wyniki zostają anulowane. Z rozgrywek eliminowana – i również degradowana o 2 klasy rozgrywkowe – jest drużyna, która nie rozegra z własnej winy 3 spotkań sezonu.
Kolejność w tabeli ustala się według liczby zdobytych punktów. W przypadku uzyskania równej liczby punktów przez dwie drużyny, o zajętym miejscu decydują:
a) liczba zdobytych punktów w spotkaniach bezpośrednich,
b) korzystniejsza różnica między zdobytymi i utraconymi bramkami w spotkaniach bezpośrednich,
c) przy uwzględnieniu reguły UEFA, że bramki strzelone na wyjeździe liczone są podwójnie, korzystniejsza różnica między zdobytymi i utraconymi bramkami w spotkaniach bezpośrednich,
d) korzystniejsza różnica bramek we wszystkich spotkaniach z całego cyklu rozgrywek,
e) większa liczba bramek zdobytych we wszystkich spotkaniach z całego cyklu.
W przypadku, gdy dwoma zespołami o jednakowej liczbie punktów są zespoły, których kolejność decyduje o awansie lub spadku, stosuje się wyłącznie zasady określone w punktach a, b i c, a jeżeli one nie rozstrzygną kolejności, zarządza się spotkanie barażowe na neutralnym boisku, wyznaczonym przez Wydział Gier PZPN.
Przy więcej niż dwóch zespołach przeprowadza się dodatkową punktację pomocniczą spotkań wyłącznie między zainteresowanymi drużynami, kierując się kolejno zasadami podanymi punktach a, b, c, d oraz e.
| Uczestnicy poprzedniej edycji | Uczestnicy poprzedniej edycji | Uczestnicy poprzedniej edycji | Uczestnicy poprzedniej edycji |
| ----------------------------- | ----------------------------- | ----------------------------- | ----------------------------- |
| ŁYS                           | Łysica Bodzentyn              | 2                             |                               |
| GSK                           | Granat Skarżysko-Kamienna     | 3                             |                               |
| PMU                           | Poprad Muszyna                | 4                             |                               |
| HUT                           | Hutnik Nowa Huta              | 5                             |                               |
| PRZ                           | Przebój Wolbrom               | 6                             |                               |
| WSA                           | Wisła Sandomierz              | 7                             |                               |
| BES                           | Beskid Andrychów              | 8                             |                               |
| WMA                           | Wierna Małogoszcz             | 9                             |                               |
| BOC                           | Bocheński KS                  | 11                            |                               |
| DAL                           | Dalin Myślenice               | 12                            |                               |
| GLI                           | Górnik Libiąż                 | 131                           |                               |

| Spadek z II ligi 2012/2013 | Spadek z II ligi 2012/2013        | Spadek z II ligi 2012/2013 | Spadek z II ligi 2012/2013 |
| -------------------------- | --------------------------------- | -------------------------- | -------------------------- |
| grupa wschodnia            |                                   |                            |                            |
| UNT                        | Unia Tarnów                       | 13                         |                            |
| Awans z IV ligi 2012/2013  |                                   |                            |                            |
| grupa świętokrzyska        |                                   |                            |                            |
| KSZ                        | KSZO 1929 Ostrowiec Świętokrzyski | 1                          |                            |
| NID                        | Nida Pińczów                      | 2                          |                            |
| grupa małopolska wschodnia |                                   |                            |                            |
| POP                        | Poroniec Poronin                  | 1                          |                            |
| grupa małopolska zachodnia |                                   |                            |                            |
| SOŁ                        | Soła Oświęcim                     | 1                          |                            |

| Uczestnicy dołączeni do ligi | Uczestnicy dołączeni do ligi | Uczestnicy dołączeni do ligi | Uczestnicy dołączeni do ligi |
| ---------------------------- | ---------------------------- | ---------------------------- | ---------------------------- |
| KO2                          | Korona II Kielce             | PZPN²                        |                              |
| WK2                          | Wisła II Kraków              | PZPN²                        |                              |

Objaśnienia:
1. W III lidze utrzymała się Górnik Libiąż, zajmując miejsce Juventy Starachowice, która nie wypełniła wymogów licencyjnych.
2. Zgodnie z uchwałą PZPN o rozwiązaniu Młodej Ekstraklasy, rezerwy drużyn grających w najwyższej klasie rozgrywkowej mają wrócić do lig, w których grały przed jej utworzeniem[4].

## Tabela
| Lp. | Drużyna                           | M  | Z  | R  | P  | Bramki | Bramki | Różn. | Pkt | Uwagi             | Bezpośrednio |
| --- | --------------------------------- | -- | -- | -- | -- | ------ | ------ | ----- | --- | ----------------- | ------------ |
| 1   | Granat Skarżysko-Kamienna         | 34 | 24 | 5  | 5  | 71     | 32     | +39   | 77  |                   |              |
| 2   | Soła Oświęcim                     | 34 | 22 | 7  | 5  | 76     | 39     | +37   | 73  |                   |              |
| 3   | Hutnik Nowa Huta                  | 34 | 16 | 10 | 8  | 61     | 48     | +13   | 58  |                   |              |
| 4   | Wisła Sandomierz                  | 34 | 17 | 5  | 12 | 50     | 31     | +19   | 56  |                   |              |
| 5   | Łysica Bodzentyn                  | 34 | 15 | 9  | 10 | 53     | 30     | +23   | 54  |                   |              |
| 6   | Wisła II Kraków                   | 34 | 16 | 6  | 12 | 57     | 39     | +18   | 54  |                   |              |
| 7   | Unia Tarnów                       | 34 | 13 | 10 | 11 | 40     | 32     | +8    | 49  |                   |              |
| 8   | Beskid Andrychów                  | 34 | 14 | 7  | 13 | 52     | 43     | +9    | 49  |                   |              |
| 9   | Korona II Kielce                  | 34 | 12 | 11 | 11 | 64     | 54     | +10   | 47  |                   |              |
| 10  | Wierna Małogoszcz                 | 34 | 11 | 12 | 11 | 44     | 43     | +1    | 45  |                   |              |
| 11  | KSZO 1929 Ostrowiec Świętokrzyski | 34 | 11 | 10 | 13 | 35     | 39     | −4    | 43  |                   |              |
| 12  | Dalin Myślenice                   | 34 | 11 | 10 | 13 | 42     | 44     | −2    | 43  |                   |              |
| 13  | Poprad Muszyna                    | 34 | 10 | 11 | 13 | 35     | 43     | −8    | 41  |                   |              |
| 14  | Poroniec Poronin                  | 34 | 11 | 5  | 18 | 53     | 67     | −14   | 38  |                   |              |
| 15  | Górnik Libiąż                     | 34 | 8  | 9  | 17 | 44     | 74     | −30   | 33  | Spadek do IV ligi |              |
| 16  | Bocheński KS                      | 34 | 8  | 7  | 19 | 40     | 75     | −35   | 31  | Spadek do IV ligi |              |
| 17  | Nida Pińczów                      | 34 | 6  | 10 | 18 | 37     | 75     | −38   | 28  | Spadek do IV ligi |              |
| 18  | Przebój Wolbrom1                  | 34 | 6  | 6  | 22 | 29     | 75     | −46   | 24  | Spadek do IV ligi |              |

## Wyniki
| Gospodarz \ Gość                  | BES   | BOC | DAL | GLI   | GSK   | HUT | KO2 | KSZ   | ŁYS | NID | PMU | POP   | PRZ   | SOŁ   | UNT   | WMA | WSA   | WK2   |
| Beskid Andrychów                  |       | 5:0 | 3:1 | 3:1   | 3:1   | 1:3 | 2:4 | 2:1   | 1:1 | 3:0 | 1:1 | 4:0   | 3:0   | 2:0   | 0:2   | 2:1 | 1:2   | 1:0   |
| Bocheński KS                      | 2:1   |     | 0:2 | 3:1   | 1:4   | 0:3 | 1:1 | 0:0   | 0:4 | 3:2 | 1:1 | 3:1   | 3:0wo | 0:1   | 0:2   | 0:0 | 1:1   | 1:4   |
| Dalin Myślenice                   | 0:0   | 1:0 |     | 7:0   | 2:3   | 1:1 | 1:1 | 0:2   | 1:0 | 1:1 | 1:1 | 1:3   | 3:0wo | 1:2   | 1:1   | 0:0 | 1:4   | 1:3   |
| Górnik Libiąż                     | 0:0   | 2:2 | 2:0 |       | 1:3   | 0:4 | 1:2 | 4:2   | 1:1 | 3:3 | 2:1 | 2:1   | 1:1   | 0:3   | 0:1   | 2:2 | 2:1   | 1:2   |
| Granat Skarżysko-Kamienna         | 1:0   | 2:1 | 1:2 | 3:1   |       | 4:1 | 1:0 | 1:0   | 5:1 | 3:1 | 2:0 | 4:0   | 3:0   | 2:1   | 2:1   | 2:0 | 1:1   | 1:0   |
| Hutnik Nowa Huta                  | 1:0   | 4:2 | 2:2 | 3:1   | 1:1   |     | 1:1 | 1:0   | 0:0 | 3:1 | 4:1 | 1:0   | 3:0wo | 1:2   | 2:1   | 3:1 | 0:1   | 3:3   |
| Korona II Kielce                  | 1:2   | 6:1 | 2:1 | 4:0   | 2:3   | 1:1 |     | 1:3   | 0:3 | 4:2 | 0:1 | 4:1   | 3:0wo | 2:2   | 3:1   | 3:1 | 1:0   | 2:2   |
| KSZO 1929 Ostrowiec Świętokrzyski | 1:1   | 1:2 | 0:1 | 3:2   | 0:3   | 0:2 | 1:0 |       | 1:0 | 0:2 | 1:1 | 1:0   | 2:2   | 3:2   | 1:1   | 2:2 | 1:2   | 1:2   |
| Łysica Bodzentyn                  | 3:1   | 5:0 | 1:1 | 3:1   | 0:0   | 1:2 | 6:2 | 2:0   |     | 1:1 | 1:2 | 4:0   | 3:0wo | 0:1   | 0:1   | 0:0 | 0:1   | 2:1   |
| Nida Pińczów                      | 3:0   | 0:4 | 0:3 | 1:0   | 2:0   | 1:1 | 1:1 | 1:1   | 1:2 |     | 0:1 | 3:6   | 3:0wo | 0:0   | 3:1   | 1:1 | 1:3   | 0:2   |
| Poprad Muszyna                    | 0:1   | 1:3 | 0:1 | 1:3   | 0:1   | 2:2 | 4:3 | 0:0   | 1:1 | 0:0 |     | 1:0   | 3:0wo | 0:3   | 2:4   | 0:0 | 2:1   | 1:0   |
| Poroniec Poronin                  | 3:1   | 5:1 | 3:2 | 1:1   | 3:2   | 2:1 | 2:2 | 1:2   | 2:0 | 1:1 | 1:1 |       | 3:5   | 2:3   | 2:1   | 2:4 | 0:4   | 0:2   |
| Przebój Wolbrom                   | 0:3wo | 2:1 | 3:0 | 0:3wo | 0:3wo | 1:2 | 1:1 | 0:3wo | 0:1 | 7:0 | 0:0 | 0:3wo |       | 0:3wo | 0:3wo | 0:0 | 0:3wo | 0:3wo |
| Soła Oświęcim                     | 3:1   | 5:1 | 3:0 | 2:2   | 4:4   | 4:1 | 4:1 | 0:0   | 0:0 | 4:2 | 4:2 | 0:4   | 4:2   |       | 3:0   | 3:1 | 0:1   | 3:1   |
| Unia Tarnów                       | 0:0   | 0:0 | 1:0 | 2:0   | 0:1   | 2:1 | 1:1 | 0:0   | 0:2 | 5:0 | 0:1 | 1:0   | 0:1   | 2:2   |       | 1:2 | 3:1   | 1:0   |
| Wierna Małogoszcz                 | 3:3   | 1:0 | 0:0 | 2:3   | 3:0   | 4:2 | 2:0 | 0:1   | 2:1 | 3:0 | 1:0 | 1:1   | 3:0wo | 1:3   | 1:1   |     | 2:0   | 0:3   |
| Wisła Sandomierz                  | 2:0   | 4:0 | 0:1 | 1:0   | 1:2   | 5:0 | 1:1 | 0:1   | 0:2 | 3:0 | 1:0 | 1:0   | 2:3   | 0:1   | 0:0   | 1:0 |       | 1:3   |
| Wisła II Kraków                   | 2:1   | 3:2 | 1:2 | 4:1   | 0:0   | 1:2 | 0:4 | 1:0   | 1:2 | 5:0 | 0:0 | 3:0   | 1:1   | 0:1   | 0:0   | 3:0 | 1:1   |       |

Aktualne na 8 czerwca 2014. Źródło: 90minut
Objaśnienia:
1Drużyna gospodarzy jest wymieniona po lewej stronie tabeli.
Kolory: zielony – zwycięstwo gospodarzy, żółty – remis, różowy – zwycięstwo gości.
Mistrz jesieni 2013/2014: Łysica Bodzentyn
Kwalifikacja do baraży o II ligę: Granat Skarżysko-Kamienna